# 小島町 (弥富市)
小島町（こじまちょう）は、愛知県弥富市の地名。

## 地理
旧弥富町北西部に位置する。北から東は五明、西は三重県桑名市長島町、南は大藤町に接する。

## 歴史

### 町名の由来
木曽川河口の小さな島であることによる。

### 人口の変遷
国勢調査による人口および世帯数の推移。
| 1995年（平成7年）  | 91世帯 324人  |  |
| 2000年（平成12年） | 102世帯 344人 |  |
| 2005年（平成17年） | 110世帯 351人 |  |
| 2010年（平成22年） | 113世帯 323人 |  |
| 2015年（平成27年） | 117世帯 330人 |  |

### 沿革
- 江戸時代に伊勢国桑名郡の小島新田として所在[2]。
- 1880年（明治13年） - 愛知県海西郡小島新田となる[2]。
- 1889年（明治22年） - 弥富村大字小島新田となる[2]。
- 1903年（明治36年） - 弥富町大字小島新田となる[2]。
- 明治20年代 - 木曽川の河川改修工事に伴い、一部が木曽川の河道となる[2]。
- 2006年（平成18年）4月1日 -  弥富市小島町となる[WEB 9]。

### WEB
1. ↑  総務省統計局 (2017年1月27日). “平成27年国勢調査の調査結果(e-Stat) - 男女別人口及び世帯数 －町丁・字等” (CSV). 2021年7月21日閲覧。
2. ↑  “愛知県弥富市の郵便番号一覧”.   日本郵便. 2022年12月12日閲覧。
3. ↑  “市外局番の一覧” (PDF).   総務省 (2022年3月1日). 2022年3月22日閲覧。
4. ↑  総務省統計局 (2014年3月28日). “平成7年国勢調査の調査結果(e-Stat) - 男女別人口及び世帯数 －町丁・字等” (CSV). 2021年7月20日閲覧。
5. ↑  総務省統計局 (2014年5月30日). “平成12年国勢調査の調査結果(e-Stat) - 男女別人口及び世帯数 －町丁・字等” (CSV). 2021年7月20日閲覧。
6. ↑  総務省統計局 (2014年6月27日). “平成17年国勢調査の調査結果(e-Stat) - 男女別人口及び世帯数 －町丁・字等” (CSV). 2021年7月21日閲覧。
7. ↑  総務省統計局 (2012年1月20日). “平成22年国勢調査の調査結果(e-Stat) - 男女別人口及び世帯数 －町丁・字等” (CSV). 2021年7月21日閲覧。
8. ↑  総務省統計局 (2017年1月27日). “平成27年国勢調査の調査結果(e-Stat) - 男女別人口及び世帯数 －町丁・字等” (CSV). 2021年7月21日閲覧。
9. ↑  弥富市役所 総務部 総務課 行政グループ (2015年2月19日). “弥富市住所一覧  旧弥富町” (pdf).   弥富市. 2015年4月13日時点のオリジナルよりアーカイブ。2023年4月10日閲覧。

### 書籍
1. 1 2  「角川日本地名大辞典」編纂委員会 1989, p. 1899.
2. 1 2 3 4 5 6  「角川日本地名大辞典」編纂委員会 1989, p. 555.